# Ewa Marcinek
Ewa Marcinek – polsko-islandzka pisarka i dziennikarka. 

## Życiorys
Studiowała we Wrocławiu i ukończyła  kulturoznawstwo i kreatywne pisanie. W 2013 roku wyjechała do Islandii i tam przez 6 lat pracowała jako kelnerka. Zaczęła pisać po warsztatach  literackich zorganizowanych przez Bibliotekę Miejską w Reykjaviku oraz UNESCO Miasto Literatury, które prowadziła mieszkająca w Reykjaviku kanadyjska poetka Angela Rawlings. Pisała w języku angielskim, równocześnie ucząc się islandzkiego. W 2015 roku założyła razem z grupą pisarek z różnych krajów kolektyw i wydawnictwo Ós Pressan. 
Jest pisarką i koordynatorką kierownikiem projektów w Reykjavík Ensemble, międzynarodowej grupie teatralnej, którą założyła w 2019 roku razem z Pálínąa Jónsdóttir. Jej teksty były publikowane w islandzkich czasopismach, wystawiane na festiwalach i prezentacjach artystycznych wystawach sztuki w Islandii i za granicą. W swoich tekstach autorka bawi się tożsamościami prywatnymi i publicznymi tożsamościami, osobistymi historiami i wspomnieniami. Ewa pisze głównie po polsku i angielsku. 

## Twórczość

### Książki
- Ísland pólerað (Polerowanie Islandii)  Forlagið 2022[2]

### Opowiadania, felietony i wiersze
- Coca-Cola[4]

- Útlendingahersveitin (Legia Cudzoziemska), Tímarit Máls og Menningar 2021[5]
- Fjölskylduborð fyrir tólf (Okrągły stół dla dwunastu), Tímarit Máls og Menningar, 2021[6]
- Aerial Root (Loftrætur)(Korzenie powietrzne),  Tímarit Máls og Menningar, 2021,
- Elena,  Tímarit Máls i Menningar, 2021
- Að falla niður stiga með spegil í höndunum (Upadek ze schodów z lustrem), Stundin, 2020[7]
- Bad accent is like bad breath (Zły akcent jest jak nieświeży oddech), Inclusice Public Spaces, 2020

- Ísland pólerað - excerpts, Wyspa pólerað (Polerowanie Islandii - fragmenty), Tímarit Máls og Menningar, 2016
- Pólífónía af erlendum uppruna (Polifonia obcego pochodzenia) antologia , Una útgáfuhús, 2021[8][9]
- Storm (Burza), The Journal  2017,Nr. 2, Us Press

### Sztuki teatralne
- Ég kem alltaf aftur (Już zawsze będę tu wracać) Reykjavík Ensemble, Lístahátið Reykjavíkur 2020[10]
- Polishing Iceland (Polerowanie Islandii) – Reykjavík Ensemble, Tjarnarbíói, 2020[11]
- Opening Ceremony (Ceremonia Otwarcia)– Reykjavíik Ensemble, Tjarnarbíói 2019[12]